# Železnogorsk (Kurská oblast)
Železnogorsk (rusky Железногорск) je město v Kurské oblasti v Ruské federaci. Ve městě žije přibližně 97 tisíc obyvatel.

## Poloha a doprava
Železnogorsk leží na severním okraji Kurské oblasti, těsně u hranice s Orelskou oblastí. Od Kursku, správního střediska oblasti, je vzdálen přibližně 90 kilometrů severozápadně. Nejbližší město v okolí je Dmitrovsk ležící v Orelské oblasti přibližně dvacet kilometrů severozápadně od Železnogorska.
Přes Železnogorsk vede železniční trať z Orlu do Lgova.

## Dějiny
Železnogorsk vznikl v padesátých letech dvacátého století v souvislosti s dobýváním železné rudy z Kurské magnetické anomálie. Jako oficiální datum založení se uvádí rok 1957.
Městem je Železnogorsk od roku 1962, kdy v něm žilo přes 9000 obyvatel.

## Rodáci
- Jekatěrina Gennaďjevna Volkovová (* 1978), běžkyně
- Alexandr Gennaďjevič Pogorelov (* 1980), vícebojař

## Sport
Ve městě sídlil v letech 1991–2012 fotbalový klub FK Magnit Železnogorsk.